# Barbie en de magie van Pegasus
Barbie en de magie van Pegasus (Engels: Barbie and the Magic of Pegasus, ook Barbie and the Magic of Pegasus in 3-D genoemd) is een digitaleanimatie- en direct-naar-videofilm uit 2005 waarin Barbie de rol van prinses Annika vertolkt. Prinses Annika probeert in deze film haar koninkrijk te redden door de vloek van Wenlock te verbreken. Het is de eerste Barbiefilm die in 3D kon worden bekeken.

## Verhaal
Prinses Annika ontdekt het avontuur als ze vriendschap sluit met Brietta, een prachtig gevleugeld paard, dat haar meeneemt naar het mooie koninkrijk in de wolken. Annika heeft maar drie dagen de tijd om de vloek van Wenlock te verbreken, een boosaardige tovenaar die de koninklijke familie in steen heeft veranderd. In haar strijd tegen Wenlock ontmoet Annika nieuwe vrienden waarmee ze naar het Verboden Bos reist, door ijsgrotten schaatst en boven de wolken vliegt op zoek naar de magische toverstaf van licht.

## Muziek
Zoals gewoonlijk bij de Barbiefilms staat ook hier Arnie Roth in voor de muziek. Muziekstukken die gebruikt worden voor deze film zijn de Zesde Symfonie van Beethoven en de Peer Gynt Suite nr. 1 van Grieg. De muziek werd uitgevoerd door The Czech Philharmonic Chamber Orchestra. Hope Has Wings werd gezongen door Brie Larson.

## Plaats binnen de Barbiefilms
| Vorige film               | Volgende film                       |
| ------------------------- | ----------------------------------- |
| Barbie: Fairytopia (2005) | Barbie Fairytopia: Mermaidia (2006) |

## Rolverdeling
| Personage                | Nederlandse stem   | Engelse stem          |
| ------------------------ | ------------------ | --------------------- |
| Prinses Annika           | Laura Vlasblom     | Kelly Sheridan        |
| Bibber                   | Kathleen Barr      | Kathleen Barr         |
| Brietta                  | Cystine Carreon    | Lalainia Lindbjerg    |
| Wenlock                  | Frans Limburg      | Colin Murdock         |
| Ferris                   | Frans Limburg      | Brian Drummond        |
| Aidan                    | Bart Bosch         | Mark Hildreth         |
| Koningin                 | Caya de Groot      | Kathleen Barr         |
| Regisseur bloopers       | Caya de Groot      |                       |
| Koning                   | Rob van de Meeberg | Russell Roberts       |
| Ollie, de reus           | Paul Klooté        | John DeSantis         |
| Rayla, de wolkenkoningin | Ingeborg Wieten    | Kathleen Barr         |
| Rose                     | Vivian van Huiden  | Chantal Strand        |
| Amber                    | Robin Virginie     | Jessica Amlee (Blush) |
| Lilac                    | Anouk Vlasblom     | Andrea Libman         |
| Trol / vrouw 2           | Beatrijs Sluijter  | Lalainia Lindbjerg    |
| Aidans vader             | Hans Hoekman       | Brian Drummond        |
| Eric                     | Marjolein Algera   | Kathleen Barr         |
| Vrouw 3                  | Marjolein Algera   | Kelly Sheridan        |
| Vrouw 1                  |                    | Kathleen Barr         |

## Nederlandse productie
- Vertaling - Veronique Overeijnder
- Regie dialoog - Laura Vlasblom
- Mixage - Erik Fryland
- Productie - Sabela Olavide Ferdinandus